# Burger Chef
Burger Chef是美国一家已倒闭快餐业者。1954年在印第安納波利斯开业，此后其经营区域扩展至全美，1973年进入全盛时期，当时Burger Chef有1050间门店（部分设于加拿大）。该公司推出了几款标志性产品（例如Big Shef和Super Shef汉堡）。
1982年，通用食品公司将Burger Chef商标、名称及以其命名的连锁餐厅售予哈迪斯。最后一家Burger Chef餐厅于1996年停业。

## 历史
1954 年，弗兰克与唐纳德托马斯在其母公司通用设备公司为“Flame broiler”技术申请专利，并在印第安纳波利斯开办餐厅。 1957 年，第一家Burger Chef开业。

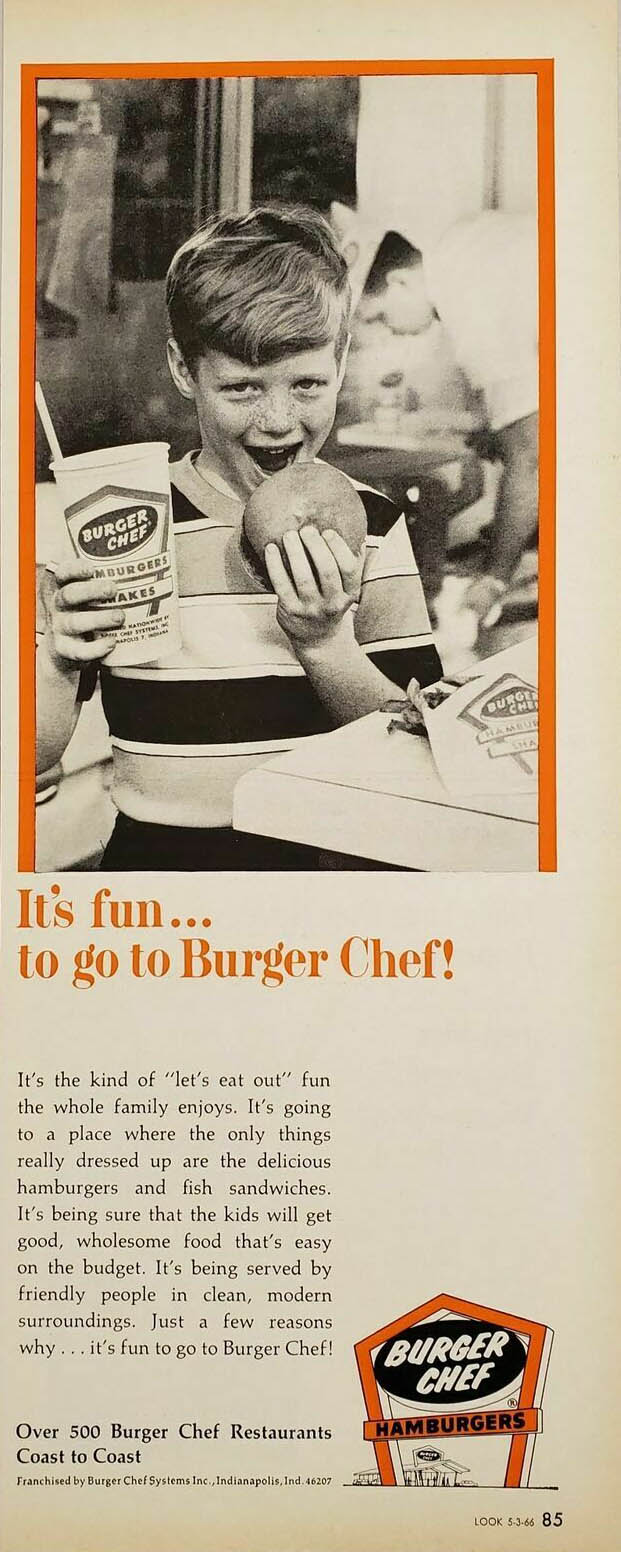
1966年的Burger Chef广告

Burger Chef利用“在小城镇开设分店”策略将其门店覆盖全美。 1972 年，Burger Chef的门店数量（1,200间）已仅次于麦当劳（1,600间）。 他们提供“Big Shef”双层汉堡，后来又推出重达四分之一磅的汉堡——Super Shef。随后，他们设立Works Bar使顾客可在此处为汉堡自行添加配料。
1968 年， 通用食品公司收购Burger Chef并继续提高该餐厅的覆盖率。在 通用食品收购该公司时，Burger Chef在全美39 个州设有600家分店。 1969年，随着通用食品在澳大利亚开设10间Burger Chef分店，Burger Chef开始将其业务覆盖到全球，最终于1975年结束，期间亏损130万美元。据报道，与牛奶吧相比，澳大利亚人并不喜欢有限的汉堡菜单。 该连锁餐厅有两个吉祥物：汉堡厨师（由保罗温切尔配音）和杰夫（厨师的少年助手）。

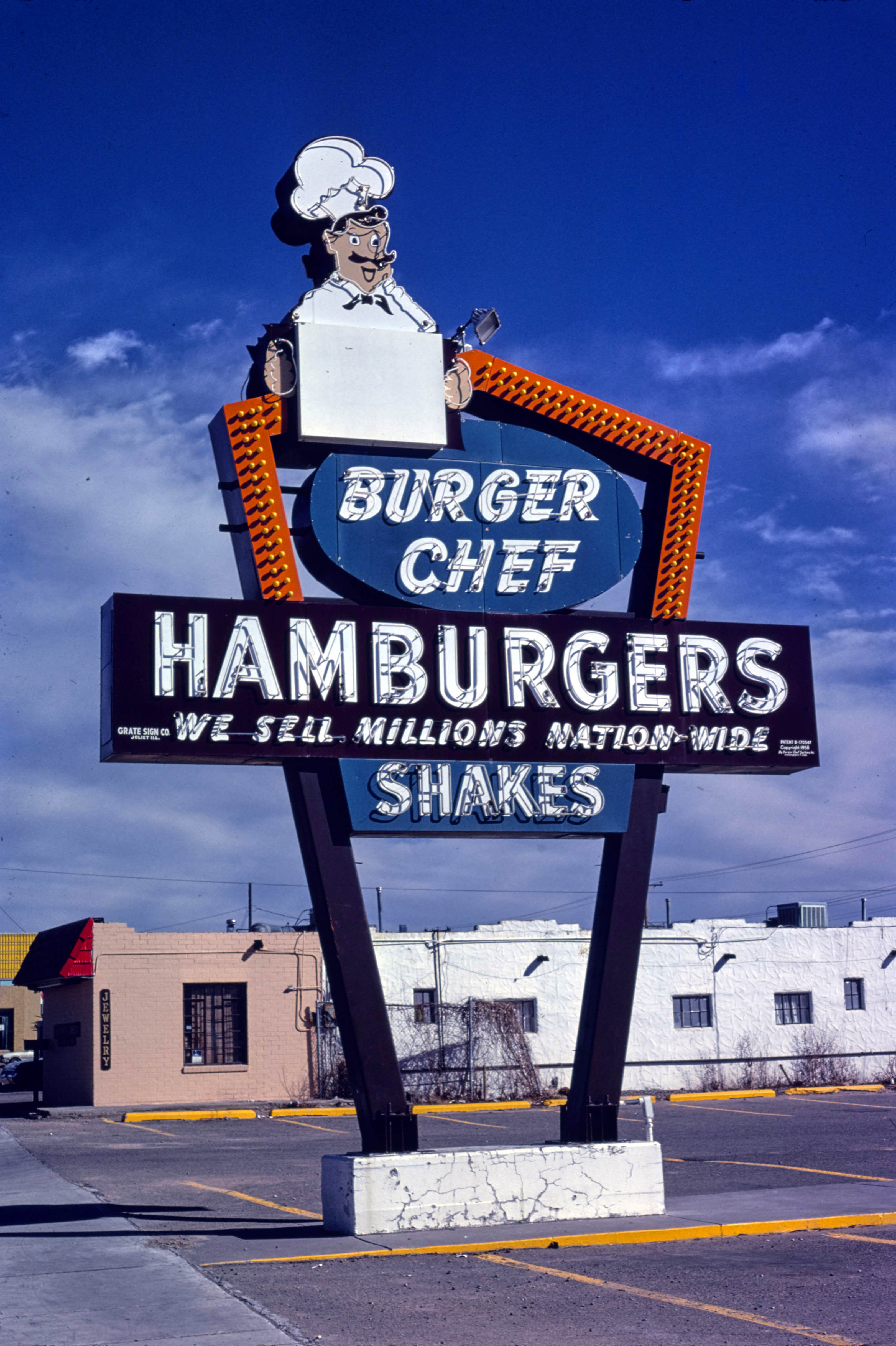
1979 年，新墨西哥州阿尔伯克基的Burger Chef广告牌

20世纪70年代初，Burger Chef推出“Funburger”和“Funmeal”，包装上印有汉堡厨师与杰夫的冒险故事和朋友（包括魔术师 Burgerini、吸血鬼 Count Fangburger、会说话的猿 Burgerilla 和女巫 Cackleburger）的故事、并佐有谜语，拼图和小玩具。Burger Chef曾在麦当劳于1979年推出“开心乐园餐”后提起诉讼，但败诉。
1982 年，通用食品以4400万美元的价格将Burger Chef售予加拿大Imasco 公司（该公司亦为哈迪斯的母公司）。Imasco将原先的Burger Chef门店改名为哈迪斯，并迫使原先的特许经营店更换商标和名称。其余未更名餐厅在后来停止营业。
哈迪斯在2001年、2007年和2014 年在美国中西部部分地区限期出售“Big Shef”汉堡。

### 商标诉讼
2007 年 1 月，伊利诺伊州芝加哥River West Brands公司在美国专利商标局检控哈迪斯食品公司并声称注销Burger Chef商标。 2009年4月16日，River West Brands撤回申请，双方自行支付律师费。 

## 口号
- 1980年–1996年 – "Nowhere else but Burger Chef."（除了Burger Chef，别无他处）[10]
- 1976年–1980年 – "We really give you the works."[11]与"Open wide America, you never can forget. You get more to like at Burger Chef."（敞开美国，你永远不会忘记。你在Burger Chef会更喜欢）
- 1971年–1976年 – "You get more to like at Burger Chef."（在Burger Chef，你会更喜欢。）[12][13]
- 1970年–1971年 – "There's more to like at Burger Chef."（Burger Chef还有更多值得喜欢的地方）[14] 与"Burger Chef goes all out to please your family."（Burger Chef）[15]